# 基督教教派列表
“基督教教派”（或“自认为基督徒的教派”）按历史或教义相关次序排列。
基督教主要分成三大宗派，即天主教會、東正教會、新教。新教因为教义的些微差异，又分为不同教派，如路德宗、长老会、浸信会及行道會等，而小教派则可能仅有几个教会。本列表多数情况下不标明教会相对大小。另外，新教中的某些跨越多个教派的运动，在翻译到中文时也冠以什么派，所以让部分人误以为也是一个宗派，如基要派、福音派、灵恩派等。本章对各派的细微差别或复杂性不予详细描述。有些被外人视为教派的群体则尽力反对被贴上教派的标签，他们并没有正式教派具有的结构、权威或大范围的记录存档；复原主义（Restorationism）教派中的某些派系即属此类。
注：本列表目的在于展示基督教教派多样性，并不求全。有报告称基督教教派超过三万八千，但其中很多无法证实到底是否徒有其名。
注：各教派、神学人士、和宗教比较学者之间对哪个群体可称为基督徒有明显争议，主要争议起于派系间教义的差别。为简单起见，本列表仅反映各教派自我认知。欲了解对各基督教教派身份的不同意见，请参见各相关条目。
| 基督教主要的支派 恢復運動 重浸宗 聖公宗 歸正宗 信義宗 （拉丁禮） 天主教會 （東方禮） 東正教會 東方正統教會 東方亞述教會 東方古教會 東方教會 早期教會 新教 西方基督教 東方基督教 以弗所會議（431年） 迦克墩會議（451年） 東西大分裂 （11世紀） 宗教改革 （16世紀） （復合） |

## 天主教會

### 東儀天主教會
| - 亚美尼亚天主教会 - 白俄罗斯希腊礼天主教会 - 保加利亚天主教会 - 迦勒底天主教会 - 科普特天主教会 - 克罗地亚希腊礼天主教会 - 埃塞俄比亚天主教会 - 格鲁吉亚天主教会 - 希腊天主教会 - 匈牙利希腊礼天主教会 - 意大利希腊礼天主教会 | - 马其顿希腊礼天主教会 - 马龙礼天主教会 - 默基特礼天主教会 - 罗马尼亚天主教会 - 俄罗斯天主教会 - 卢塞尼亚天主教会（在美国通称“拜占庭天主教会”） - 斯洛伐克希腊礼天主教会 - 叙利亚天主教会 - 叙利亚-马拉巴天主教会 - 叙利亚-马兰加拉天主教会 - 乌克兰希腊礼天主教会 |

### 其他教會及運動

#### 獨立教會（自認是天主教會）
| - 美国天主教会 - 波斯尼亚教会（已不存在） - 巴西天主教使徒教会 - 加拿大天主神恩教会 Catholic Charismatic Church of Canada - 凯尔特天主教会 Celtic Catholic Church - 中华人民共和国天主教官方教会（中国天主教爱国会、中国天主教主教团系统） - 基督救世主联合会 Communion of Christ the Redeemer - 自由天主教会 Free Catholic Church - 解放天主教会 Liberal Catholic Church | - 玛利亚派教会 Mariavite Church - 舊天主教會（老公会） - 美洲老天主教会 Old Catholic Church of America - 欧洲老天主教会 Old Catholic Church in Europe - 帕尔马尔天主教会 - 菲律宾独立教会 Philippine Independent Church - 波兰全国天主教会 Polish National Catholic Church - 纽约州罗切斯特基督精神教会 - 真正天主教会 True Catholic Church |

## 新教

### 路德之前抗议派
- 罗拉德派
- 瓦勒度派
- 摩拉维亚弟兄会

### 加爾文主義宗派

#### 长老宗
| - Associate归正长老教会 - 圣经长老教会 - 基督社区教会 - 苏格兰教会 - 归正福音教会联盟 - Cumberland 长老教会 - 福音长老教会 - 英格兰及威尔士福音长老教会 - 乌克兰福音长老教会 - 澳大利亚福音长老教会 - Free Church of Scotland - Free Church of Scotland (Continuing) - Free Presbyterian Church (Australia) - Free Presbyterian Church of Scotland - Free Presbyterian Church of Ulster - 希腊福音教会 - 正统长老教会 - 美国长老教会 - 加拿大长老教会 - 爱尔兰长老教会 - 台湾基督长老教会 - 基督教改革宗長老會（台灣） - Presbyterian Church of Aotearoa New Zealand - 澳大利亚长老教会 - 东澳大利亚长老教会 - 韩国长老教会 - 威尔士长老教会 （也属卫理派教会） - 长老教会（美国） - Presbyterian Reformed Church (Australia) - Presbyterian Reformed Church (Canada) - Reformed Church of France - Reformed Presbyterian Church General Assembly - Reformed Presbyterian Church of Australia - Reformed Presbyterian Church of North America - 南方长老教会（澳大利亚） - 苏格兰团结自由教会 - 南非团结长老教会 - Upper Cumberland Presbyterian Church - Westminster Presbyterian Church of Australia |

## 密傳基督教
- 馬丁主義
- 諾斯底教會（英语：Ecclesia Gnostica）
- 共濟會薔薇十字結社（英语：Societas Rosicruciana）